# Mary Gow
Pour les articles homonymes, voir Gow.
Mary Louisa Lightbody Gow (Londres, 25 décembre 1851 ; Londres, 27 mai 1929) est une aquarelliste anglaise. 

## Biographie
Elle est la fille de James Gow (fl. 1852-1885), peintre spécialisé dans les scènes de genre et les sujets historiques, et la sœur de l'artiste Andrew Carrick Gow (1848-1920). Elle a surtout peint à l'aquarelle des personnages et des scènes de genre, en particulier de jeunes filles. 
Elle étudie à la Heatherley School of Fine Art et expose beaucoup, principalement à la Royal Society of British Artists, où elle envoie 18 œuvres entre 1869 et 1880. Elle a également exposé à la Royal Academy à partir de 1873, à la New Gallery et à la Royal Birmingham Society of Artists. Elle a été membre du Royal Institute of Painters in Watercolour de 1875 jusqu'à sa démission en 1903. Sa peinture, Marie-Antoinette, a été achetée sous le legs de Chantrey en 1908. En 1907, elle épouse le peintre de genre Sydney Prior Hall (1842-1922) mais continue de peindre et de signer ses toiles sous son nom de jeune fille. 
Gow a exposé son travail au Palais des Beaux-Arts lors de l'Exposition universelle de 1893 à Chicago, dans l'Illinois. Son tableau Mother and Child (Mère et son enfant) figure dans le livre Women Painters of the World de 1905. 

Galerie
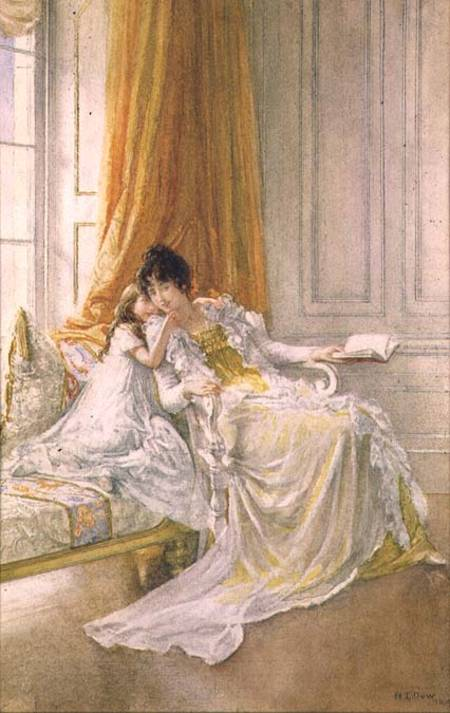
Mother and Child, 1894
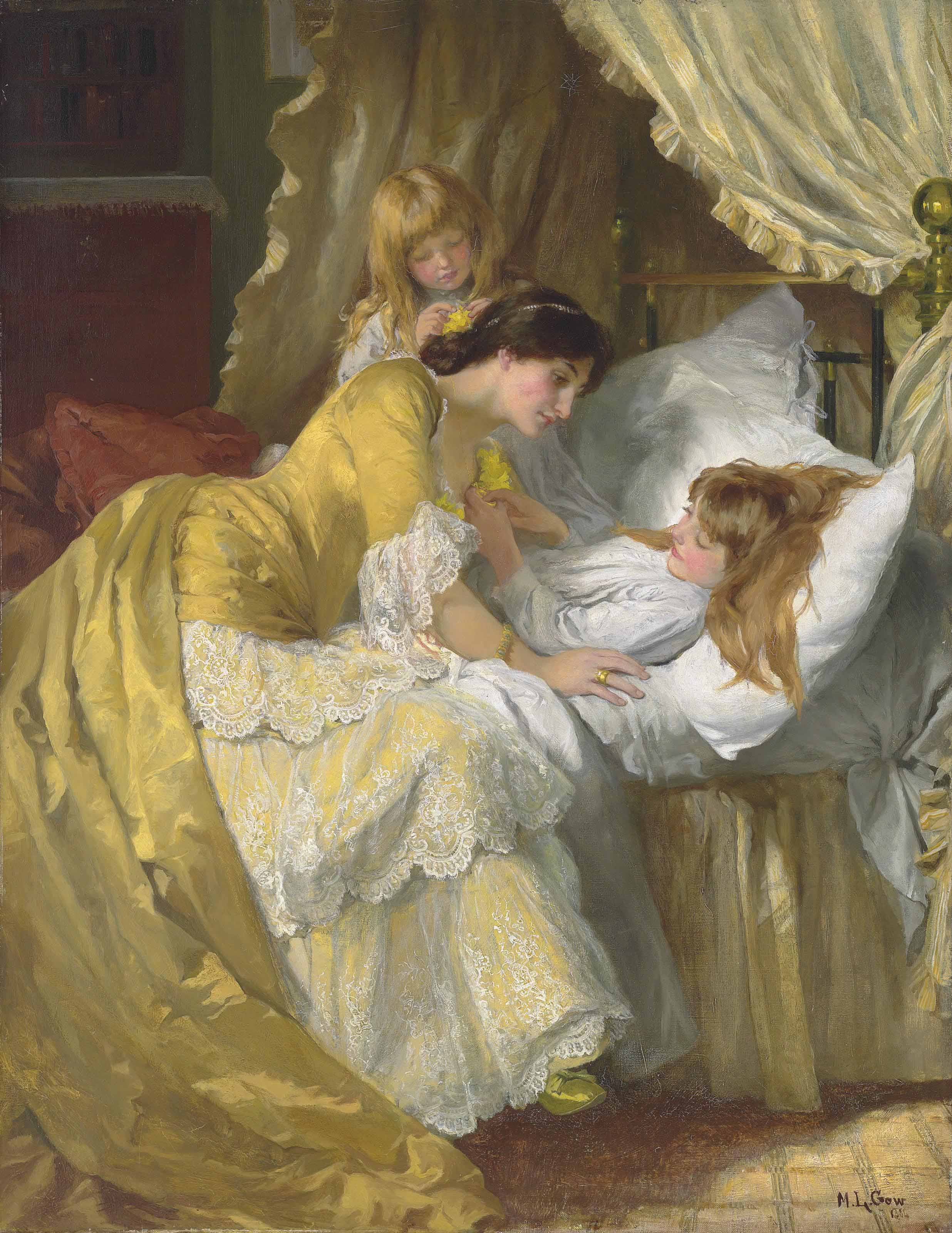
A Kiss Goodnight, 1884
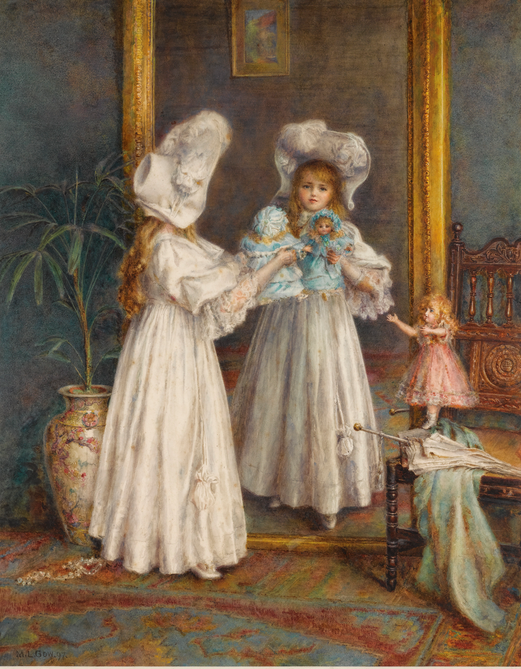
Playing with her dolls
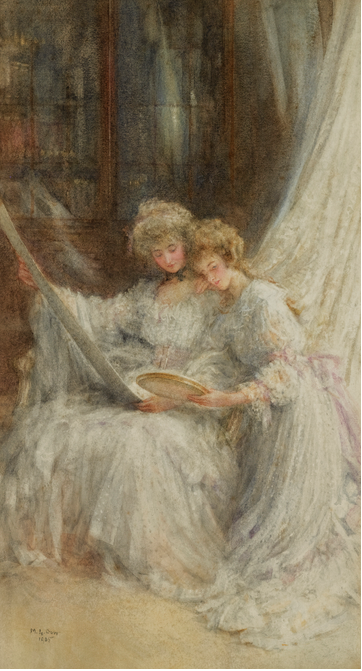
Sisters